# Комменж, Гастон-Жан-Батист де
Гастон-Жан-Батист де Комменж (фр. Gaston-Jean-Baptiste de Comminges; ок. 1613 — 27 марта 1670) — французский генерал и дипломат.

## Биография
Второй сын Шарля де Комменжа (ум. 1630), сеньора де Флеак и Сен-Фор, королевского дворцового распорядителя, капитана гвардейского полка, убитого при осаде Пиньероля, и Мари де Гип.
Сеньор де Сен-Фор, Флеак и Ла-Реоль, называемый графом де Комменжем.
Начал службу в 1638 году капитаном роты шеволежеров, участвовал в осаде Сент-Омера (1638), Эдена (1639), Арраса (1640) и Эра (1641). Лейтенант роты гвардии королевы Анны Австрийской (1644). Был послан с важным поручением в Габсбургские Нидерланды к герцогам Орлеанскому и Энгиенскому (1646). 26 августа 1648 получил приказ сопроводить в Седан советника Брусселя. 22 апреля 1649 был произведен в кампмаршалы, приказами от 7—8 августа направлен в Бордо, где 15 августа арестовал нескольких офицеров полка Королевы, попавших под подозрение.
18 января 1650 участвовал в аресте принцев Конде, Конти и герцога де Лонгвиля. 20-го ему было поручено сторожить сьёра де Бара. 3 марта, после отставки своего дяди Франсуа де Комменжа, получил роту гвардии королевы; в тот же день был назначен наследником должностей губернатора и генерального наместника Сомюра. 1 апреля овладел Сомюрским замком. 24 января 1652 получил приказ действовать против герцога де Рогана с кавалерийскими полками Эспанса и Рокепина.
10 июля 1652 был произведен в генерал-лейтенанты, 25-го направлен в Гиеньскую армию, в которой служил до подчинения Бордо 31 июля 1653 и которой командовал в отсутствие графа д'Аркура. 4 октября того же года был направлен в Итальянскую армию; провел зиму в Миланском герцогстве.
4 мая 1654 был назначен в Каталонскую армию принца Конти, служил при осаде Вильфранша и оказании помощи Росасу, 14 сентября осадил Пюисерду, сдавшуюся 21 октября, после чего вернулся в распоряжение королевы. 10 мая 1657 был назначен послом в Португалию. Отозван из Лиссабона в 1659 году.
31 декабря 1661 пожалован Людовиком XIV в рыцари орденов короля. В 1662—1665 годах был послом в Англии.

## Семья
Жена (контракт 22.05.1743): Сибиль-Анжелика-Эмели Амальби (ум. 30.01.1709), единственная дочь Андре Амальби, советника Бордосского парламента, и Сибиль дез Эг
Дети:
- Луи (ум. 21 05.1712), сеньор де Ла-Реоль, называемый графом де Комменжем. Губернатор Сомюра, кампмейстер кавалерийского полка (1676). Был холост
- Филипп-Виктор (ум. 1678). Крещен в Париже 23.08.1653, рыцарь Мальтийского ордена (1674), аббат Лору, близ Сомюра  капитан кавалерии. Убит на войне в Германии
- Франсуа (ум. после 1726), рыцарь Мальтийского ордена, аббат Лору, мичман, затем капитан кавалерии. Ранен в 1682 году при бомбардировке Алжира, где служил добровольцем, и в 1683 году под Куртре
- Анн (ум. 23.06.1706). Муж (1698): Жан-Батист Леконт, сеньор де Ла-Трен, первый президент Бордосского парламента
- Луиза-Генриетта, монахиня-визитантка в Мо (1684)

## Образ в искусстве
- Комменж является одним из действующих лиц романа Александра Дюма «Двадцать лет спустя».
- «Мушкетёры двадцать лет спустя», фильм режиссёра Георгия Юнгвальд-Хилькевича (Россия, 1992); в роли Комменжа — Вадим Кондратьев.